# Congrès international des études phéniciennes et puniques
Le Congrès international des études phéniciennes et puniques est un congrès d'archéologie phénico-punique.
Sa première édition a au lieu à Rome en 1979, et la prochaine sera organisée à Tunis en 2009. 

## Réunions
Ie édition: 5-10 novembre 1979, Rome (Italie) 
IIe édition: 9-14 novembre 1987, Rome (Italie) 
IIIe édition: 1992, Tunis (Tunisie) 
IVe édition: 2-6 octobre 1995, Cadix (Espagne) 
Ve édition: 2-8 octobre 2000, Marsala (Italie) 
VIe édition: 26 septembre-1er octobre 2005, Lisbonne (Portugal) 
VIIe édition: 11-14 novembre 2009, Tunis (Tunisie)
VIIIe édition: octobre 2013, Sant'Antioco, Italie